# 말레이시아 연방도 제4호선
말레이시아 연방도 제4호선(Malaysia Federal Route 4)은 말레이반도 북부 지역을 종단하고 있는 말레이시아의 연방도이다. 총 연장은 307 km로, 페낭주 버터워스에서 클란탄주 파시르푸테 지구까지 이어주기도 한다. 

## 특징
이 도로의 구간 대다수가 JKR R5 도로 표준에 걸맞게 연방도 제4호선이 건설되어 있는 상태로, 최고 제한 속도를 시속 90 km/h로 설정되어 있다. 또한 종점에서는 말레이시아 연방도 제3호선과 직접 접촉하는 특이 사항을 가지고 있다. 또한 이 도로가 아시안 하이웨이 140호선의 일부이기도 하다.